# Turdus rubrocanus
El zorzal castaño o mirlo de cabeza gris (Turdus rubrocanus) es una especie de ave paseriforme de la familia de los túrdidos. Se distribuye en el sureste de Asia y el norte del subcontinente Indio.

## Distribución y hábitat
Habita en los bosques templados de Afganistán, Bután, India, Laos, Birmania, Nepal, Pakistán, Tailandia y Vietnam.
Está clasificado como preocupación menor por la IUCN, debido a su amplia gama de distribución.